# Парламентские выборы в Японии (2012)
Досрочные всеобщие парламентские выборы в Японии прошли 16 декабря 2012 года. Это были 46-е выборы в нижнюю палату парламента Японии, Палату представителей, начиная с 1890 года. С огромным преимуществом победила Либерально-демократическая партия, значительно опередив Демократическую партию, и вновь вернула себе большинство в парламенте лишь через 3 года в оппозиции.
Сразу после поражения на выборах премьер-министр от Демократической партии Ёсихико Нода объявил о своём уходе с поста.

## Обстановка перед выборами
В июле 2012 года министр иностранных дел Японии Кацуя Окада предложил Либерально-демократической партии распустить парламент и объявить досрочные выборы в январе 2013 года. В августе 2012 года была достигнута договорённость о роспуске и назначении выборов в Палату представителей сразу после принятия закона о национальном потребительском налоге.
В результате парламентских выборов 2009 года впервые со времени Второй мировой войны победу одержала Демократическая партия под руководством Юкио Хатоямы, получив 308 мест в Палате представителей из 480 возможных (64,2 %). Это позволило руководителю Демократической партии стать премьер-министром Японии. Однако после этого сменилось три премьер-министра: Наото Кан и Ёсихико Нода. 16 ноября 2012 года Нода распустил парламент, что автоматически означало назначения досрочных выборов в течение месяца. Нода объяснил это отсутствием фондов для работы правительства и необходимости чрезвычайного бюджета.
Из-за разочарования в правительстве Демократической партии и бывшего правительства ЛДП в Японии появилось много новых партий и движений, которые пытаются стать «третьей силой» для уравновешивания двух крупнейших партий ДП и ЛДП.
Бывший губернатор Токио Синтаро Исихара объявил 14 ноября о реформировании и переименовании бывшей Партии восхода, которой он руководил совместно с Такэо Хиранумой. 17 ноября мэр Осаки Тору Хасимото и Синтаро Исихара заявили о слиянии Партии восхода и Партии возрождения Японии. Обновлённая Партия возрождения Японии стала первой нестоличной политической партией Японии.

## Результаты
Большинство мест получила японская Либерально-демократическая партия (294) в правящую коалицию вместе с ней вошла Комэйто (31 место)
Результаты выборов 16 декабря 2012 года в Палату представителей Японии
| Блоки и партии                                     | Блоки и партии                                       | Выборы по местным округам | Выборы по местным округам | Выборы по местным округам | Выборы по партийным спискам | Выборы по партийным спискам | Выборы по партийным спискам | Всего мест        | +/−               | +/−               |
| Блоки и партии                                     | Блоки и партии                                       | Голоса                    | %                         | Места                     | Голоса                      | %                           | Места                       | Всего мест        | (прошлые выборы)  | (до- выборы)      |
| -------------------------------------------------- | ---------------------------------------------------- | ------------------------- | ------------------------- | ------------------------- | --------------------------- | --------------------------- | --------------------------- | ----------------- | ----------------- | ----------------- |
|                                                    | Либерально-демократическая партия (ЛДП) Дзию Минсюто | 25 643 309                | 43,01                     | 237                       | 16 624 457                  | 27,79                       | 57                          | 294               | +176              | +175              |
| Комэйто («Партия справедливости»)                  | 885 881                                              | 1,49                      | 9                         | 7 116 474                 | 11,90                       | 22                          | 31                          | +10               | +10               |                   |
| Правоцентристская коалиция                         | 26 529 190                                           | 44,49                     | 246                       | 23 740 931                | 39,69                       | 79                          | 325                         | +186              | +185              |                   |
|                                                    | Демократическая партия (ДПЯ) Минсюто                 | 13 598 773                | 22,81                     | 27                        | 9 268 653                   | 15,49                       | 30                          | 57                | -173              | -251              |
| Партия японского возрождения (ПЯВ)                 | 6 942 353                                            | 11,64                     | 14                        | 12 262 228                | 20,50                       | 40                          | 54                          | +43               | —                 |                   |
| Ваша партия (ВП)                                   | 2 807 244                                            | 4,71                      | 4                         | 5 245 586                 | 8,77                        | 14                          | 18                          | +10               | +10               |                   |
| Партия будущего (ПБЯ)                              | 2 992 365                                            | 5,02                      | 2                         | 3 423 915                 | 5,72                        | 7                           | 9                           | -52               | —                 |                   |
| Коммунистическая партия (КПЯ) Нихон Кёсанто        | 4 700 289                                            | 7,88                      | 0                         | 3 689 159                 | 6,17                        | 8                           | 8                           | -1                | -1                |                   |
| Социал-демократическая партия (СДПЯ) Сякай Минсюто | 451 762                                              | 0,76                      | 1                         | 1 420 790                 | 2,38                        | 1                           | 2                           | -3                | -5                |                   |
| Новая народная партия (ННП) Кокумин Синто          | 117 185                                              | 0,20                      | 1                         | 70 847                    | 0,12                        | 0                           | 1                           | -2                | -2                |                   |
| Новая партия Японии (НПЯ) Синто Ниппон             | 315 604                                              | 0,53                      | 0                         | 346 848                   | 0,58                        | 1                           | 1                           | -2                | 0                 |                   |
| Другие партии                                      | 165 331                                              | 0,28                      | 0                         | 350 931                   | 0,59                        | 0                           | 0                           | 0                 | 0                 |                   |
| Все оппозиционные партии                           | 32 090 906                                           | 53,82                     | 49                        | 36 078 957                | 60,31                       | 101                         | 150                         | -180              | -249              |                   |
|                                                    | Независимые                                          | 1 006 468                 | 1,69                      | 5                         | -                           | -                           | -                           | 5                 | -4                | -1                |
| Всего                                              | Всего                                                | 59 626 564                | 100,00 %                  | 300                       | 59 819 888                  | 100,00 %                    | 180                         | 480               | +1*               | 0                 |
| Явка                                               | Явка                                                 | 59,32 %                   | 59,32 %                   | 59,32 %                   | 59,31 %                     | 59,31 %                     | 59,31 %                     | *(вакантных мест) | *(вакантных мест) | *(вакантных мест) |